# ملک ایرج دولتشاهی
ملک ایرج میرزا دولتشاهی (۱۲۵۲–۱۳۲۸)  مشهور به امیر محترم و ملقب  به سالار نظام دوازدهمین فرزند امامقلی میرزا عمادالدوله بود.
در سال ۱۲۹۰ ه. ق در کرمانشاه متولد شد. در سن ۱۹ سالگی از سوی ناصرالدین شاه به منصب سرهنگی ذخیره قشون تعیین و با اخذ نشان و حمایل مربوطه مشغول خدمت گردید و در ۱۳۱۱ ه.ق به منصب سرتیپی و در ۱۳۱۳ ه.ق به درجه سرتیپی قورخانه نائل گردید. در ۱۳۱۵ ه.ق که سالارالدوله به حکومت کرمانشاهان تعیین شده بود، وی را به سمت آردل باشی منصوب نمود. 
وی از سوی ناصرالدین شاه به درجه سرتیپی سیم آن عصر نائل گردیده است.
ایرج میرزا در ۱۳۱۶ ه. ق از سوی مظفرالدین شاه به سالارنظام ملقب شد و همراه هیئت اعزامی چندین بار از جانب حکام وقت جهت انجام امورزائرین و مذاکرات بین ایران و عثمانی روانه عتبات عالیات گردید. 
او از مالکان عمده کرمانشاه و حاکمان محلی غرب ایران در دوره قاجار، نماینده مجلس شورای ملی در دوره پهلوی و از خوشنویسان نامدار عصر خود بود.
در علوم قدیمه و ادبیات تحصیل کرد. در خوشنویسی کوشید و از خوشنویسان نامدار شد. علاوه بر اشتغال به سرپرستی املاک موروثی در کرمانشاه و ملایر و نهاوند و تویسرکان، به حکومت بروجرد، خرم‌آباد و همدان نیز رسید. در انتخابات دوره هفتم مجلس شورای ملی در سال ۱۳۰۷ خورشیدی به نمایندگی کرمانشاه انتخاب شد و کرسی خود را در دوره بعد نیز حفظ کرد.
از ایرج میرزا چهار پسر به اسامی حاج عبدالحسین میرزا، ارشد السلطنه، عبدالعلی میرزا و عبدالجواد میرزا (سالارنظام) و یک دختر به نام عزت‌الملوک باقی ماند. 